# NGC 6449
NGC 6449 é uma galáxia espiral (Sc) localizada na direcção da constelação de Draco. Possui uma declinação de +56° 48' 15" e uma ascensão recta de 17 horas, 43 minutos e 46,6 segundos.
A galáxia NGC 6449 foi descoberta em 19 de Abril de 1885 por Lewis A. Swift.